# Stauchschmieden
Das Stauchschmieden ist ein Enden-Umformverfahren zur Herstellung von metallischen Langprodukten wie Nägeln, Schrauben, Kolbenstangen, Ventilstößeln oder Rundstahlankern.

## Stauchschmiede-Verfahren
Lange Rundstähle aus gewalztem Metall werden an den Enden auf  Schmiedetemperatur (bei Stahl ca. 1.100 Grad Celsius) erwärmt und durch hydraulische (oder mechanische) Pressen in einer oder mehreren Umformstufen verstärkt. Um gelenkige Anschlüsse zu ermöglichen, werden z. B. Augen oder Hammerköpfe mit balligen Auflageflächen angeschmiedet. Andere Formen wie zylindrische Verstärkungen, Sechskant-, Innensechskant-Kopf, Bund oder Teller können ebenso gestaucht werden.

## Verwendung

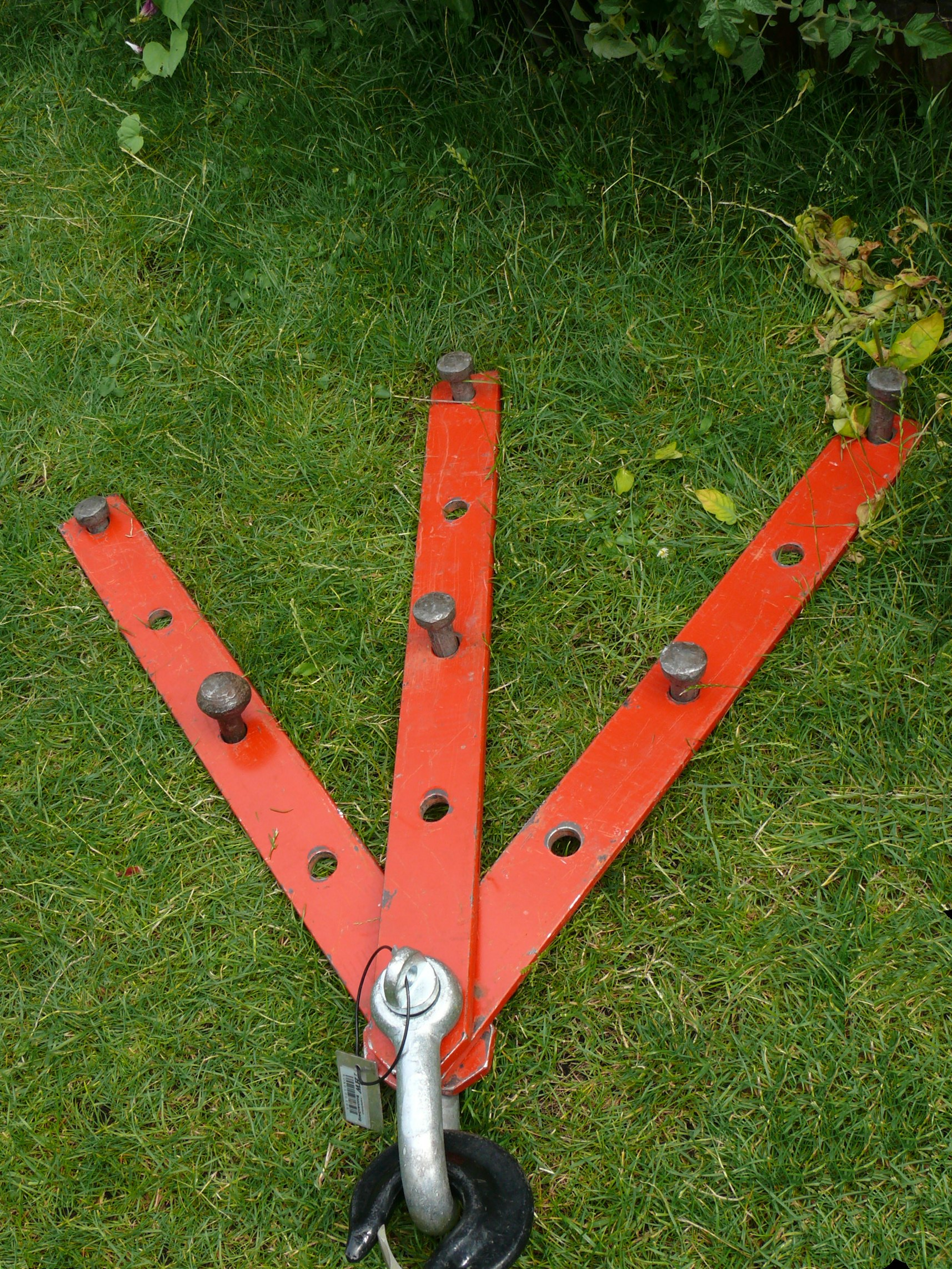
Erdnägel mit gestauchten Köpfen fixieren einen Erdanker

Diese verstärkten Enden können z. B. mit Gewinden, die jetzt stärker als der Schaft sind, versehen werden, so dass die übergroßen Ankerschrauben über Muttern oder Gabeln angeschlossen werden können. Durch die Verwendung von Rechts- und Linksgewinden können mehrere sogenannte Rundstahlanker über Spannschlösser miteinander verbunden und angespannt werden. 
So können besonders große Ankerlängen erreicht werden, wie sie zum Beispiel bei dem Bau von Kaimauern (Verbindung zwischen der Hafenwand und einer im Landesinnern gerammten Ankerwand) benötigt werden. 
Augen können über Bolzen so beweglich verbunden werden, dass Biegebelastungen vermieden werden. Hierdurch werden Überlastungen und Folgeschäden sicher vermieden.